# Kim Bullard
Kim Bullard (Atlanta, 6 maggio 1955) è un tastierista statunitense noto come membro dei Poco e della Elton John Band.

## Biografia
Come turnista in studio di registrazione ha suonato il pianoforte, le tastiere e il sintetizzatore con artisti come Yes, Heart, Belinda Carlisle, The Doobie Brothers, Kelly Clarkson e Carrie Underwood.
Bullard si trasferì a Los Angeles nel 1973 e iniziò ad esibirsi con vari musicisti, il che lo portò ad essere assunto dalla cantante francese   Veronique Sanson come tastierista e direttore musicale. Bullard aveva formato una band a Los Angeles che aveva portato con sé in Francia per esibirsi e registrare con Veronique Sanson. Visse in Francia dal 1975 al 1976, periodo durante il quale incontrò il marito di Veronique, Stephen Stills di Crosby, Stills, & Nash, che in seguito offrì a Kim un posto in tour con Crosby, Stills e Nash nel 1977 come tastierista, che accettò. Kim è stato in tour con i CSN dal 1977 al 1979.
Bullard si unì ai Poco nel dicembre del 1978 proprio mentre Legend stava per essere pubblicato, suonando le tastiere e i cori con il gruppo.
Durante la prima metà degli anni '1980, il gruppo pubblicò altri cinque album in cui Bullard suonò le tastiere e cantò, questi album furono: Under the Gun (1980), Blue And Gray (1981), Cowboys & Englishmen (1982), Ghost Town (1982) e Inamorata (1984). Bullard fece un lungo tour con la band dal 1978 al 1983. L'album di Poco, Cowboys & Englishmen, è stato nominato per un Grammy Award nel 1983.  
Bullard lasciò Poco per riunirsi a Crosby, Stills & Nash nel 1983.
Attraverso il lavoro di sessione di Bullard a Los Angeles, ha registrato e fatto tour con  la Elton John Band. Quando il tastierista Guy Babylon morì, a Bullard fu chiesto di diventare il tastierista della Elton John Band. La prima esibizione di Kim come membro della Elton John Band ha avuto luogo il 7 ottobre 2009 a Mosca.
Nel 2022 partecipa quale turnista alla realizzazione del brano I Won't Be Led Astray inserito nell'album From the New World di Alan Parsons.

## Discografia

### Solista
- 1995 - Taxandria

### Con i Poco
- 1980 - Under the Gun
- 1981 - Blue and Gray
- 1982 - Cowboys & Englishmen